# Resolutie 1388 Veiligheidsraad Verenigde Naties
Resolutie 1388 van de Veiligheidsraad van de Verenigde Naties werd op 15 januari 2002 unaniem aangenomen door de VN-Veiligheidsraad. De resolutie onthief de Afghaanse luchtvaartmaatschappij Ariana Afghan Airlines van de sancties die tegen de Taliban waren ingesteld, nu de Taliban van de macht waren verdreven.

## Achtergrond
In 1979 werd Afghanistan bezet door de Sovjet-Unie, die vervolgens werd bestreden door Afghaanse krijgsheren. Toen de Sovjets zich in 1988 terugtrokken raakten ze echter slaags met elkaar. In het begin van de jaren 1990 kwamen ook de Taliban op. In september 1996 namen die de hoofdstad Kabul in. Tegen het einde van het decennium hadden ze het grootste deel van het land onder controle en riepen ze een streng islamitische staat uit.
In 2001 verklaarden de Verenigde Staten met bondgenoten hun de oorlog en moesten ze zich terugtrekken, waarna een interim-regering werd opgericht.

## Inhoud
De Veiligheidsraad:
- Herinnert aan de resoluties 1267 (1999) en 1333 (2000).
- Bemerkt dat Ariana Afghan Airlines niet langer bestuurd wordt of haar financiële middelen gecontroleerd worden door de Taliban.
- Handelend onder Hoofdstuk VII van het Handvest van de Verenigde Naties.

1. Beslist dat de provisies in paragraaf °4 (a) en (b) van resolutie 1267 niet langer gelden voor Ariana Afghan Airlines of diens financiële middelen.
2. Beslist de maatregel in paragraaf °8 (b) van resolutie 1333 te beëindigen.
3. Besluit actief op de hoogte te blijven.

## Verwante resoluties
- Resolutie 1383 Veiligheidsraad Verenigde Naties (2001)
- Resolutie 1386 Veiligheidsraad Verenigde Naties (2001)
- Resolutie 1401 Veiligheidsraad Verenigde Naties
- Resolutie 1413 Veiligheidsraad Verenigde Naties

Lijst ·  1387 ·  1388 ·  1389 ·  1390 ·  1391 ·  1392 ·  1393 ·  1394 ·  1395 ·  1396 ·  1397 ·  1398 ·  1399 ·  1400 ·  1401 ·  1402 ·  1403 ·  1404 ·  1405 ·  1406 ·  1407 ·  1408 ·  1409 ·  1410 ·  1411 ·  1412 ·  1413 ·  1414 ·  1415 ·  1416 ·  1417 ·  1418 ·  1419 ·  1420 ·  1421 ·  1422 ·  1423 ·  1424 ·  1425 ·  1426 ·  1427 ·  1428 ·  1429 ·  1430 ·  1431 ·  1432 ·  1433 ·  1434 ·  1435 ·  1436 ·  1437 ·  1438 ·  1439 ·  1440 ·  1441 ·  1442 ·  1443 ·  1444 ·  1445 ·  1446 ·  1447 ·  1448 ·  1449 ·  1450 ·  1451 ·  1452 ·  1453 ·  1454